# Mealla (moneda)
Una mealla (del latín vulgar medialĭa, de aes mediālis, en castellano miaja u meaja, en portugués mealha, en francés maille y en valenciano malla) o mialla en Navarra, también conocida com óbolo, fue una moneda medieval que equivalía a medio dinero de vellón.
Como explicaba Mateu y Llopis:

«El sistema monetario se hallaba basado en el sueldo y la libra, común a toda la Europa del siglo XI, como recuerdo del sistema carolingio. La base del sueldo era el dinero, moneda efectiva, de vellón, con un divisor, su mitad, llamado óbolo o miaja; la suma de doce dineros integraban el sueldo, unidad de cuenta, llamado sueldo jaqués; la suma de 20 sueldos jaqueses era la libra, unidad también de cuenta, la mayor.»
Felipe Mateu y Llopis, La moneda española, 1946.

Se suele hacer referencia a esta moneda en los Libros de Tesorería de la Casa Real de Aragón a principios del siglo XIV. En el Reino de Aragón siempre valió medio dinero, como se puede leer en los Fueros:

[...] dando por mialla lo que se da respectivament por diners chaqueses

A la vez teóricamente era una 1/48 parte de una onza o una 1/16 de un marco. Su escaso valor ha hecho que la palabra miaja en español sea sinónimo de "cosa de poco valor". Parece que en primeras se hacían con una tercera parte de plata y el resto metal, reduciéndose después la cantidad del primer metal. Aunque no se conservan, es posible que existisen monedas de mealla de García III de Pamplona y Ramiro I. Si que las hubo con Sancho Ramírez y sus hijos acuñada en Jaca y Monzón por Pedro I.
En el Reino de Navarra una mealla mazmodina eran seis sueldos de dineros sanchetes y en el Reino de Castiella equivalía a una sexta parte de un dinero.